# マキシ・マウンズ
マキシ・マウンズ(英語: Maxi Mounds)はアメリカのニューヨークロングアイランド出身のヌードモデル、ストリッパー、ポルノ女優であり、いくつかのハードコアポルノやソフトコアポルノにケイラ・クリベージ (Kayla Kleevage) と共に出演している。
豊胸手術で得た巨大な胸で知られており、重さは各20ポンド(約9キロ)にも及ぶ。彼女が行った手術はポリプロピレンストリングと呼ばれる手術で胸の組織に炎症を起こすことで胸を大きくすることができるが、現在は禁止されている。彼女の胸は豊胸手術による世界一の巨乳のギネス記録も保持している。2003年8月に最初にギネス記録へと近づいたものの、当時はまだ項目自体が開設されていなかった。しかし、開設後には彼女に連絡が取られ、ギネス認定書を手にすることができた。
2005年2月4日にフロリダ州のサラソータで測定された際にはアンダーが91.44センチ、バストは153.67センチを記録し、現在はイギリスのサイズでJ、アメリカのサイズではMカップとなるブラジャーを使用している。
2004年には彼女の本The Maxi Mounds Guide To The World Of Exotic Dancing (ISBN 0-9734333-1-0) が出版された。